# Matt Trakker
Matt Trakker is het fictieve hoofdpersonage uit de Amerikaanse tekenfilmserie M.A.S.K. uit 1985-1986.
Hij is de heldhaftige leider en oprichter van de geheime organisatie Mobile Armored Strike Kommand, of kortweg M.A.S.K., die bestaat uit een team van gespecialiseerde geheim agenten met transformeerbare voertuigen, uitgevonden door Trakkers jongere broer Andy.
Trakker is een multimiljonair en de directeur van de filantropische stichting The Trakker Foundation.

## Achtergrond
Het karakter werd eind 1983, begin 1984 bedacht door speelgoedfabrikant Kenner als toevoeging aan de nieuwe speelgoedlijn A.T. Wheeler van uitvinder en speelgoedontwerper W. Grey Williams. De lijn bestond op dat moment uit slechts een paar nog in ontwikkeling zijnde voertuigen. Uit verschillende voorstellen voor de naam van dit personage, zoals Duke Hunter, Grant Noble en Matt Tracker, werd uiteindelijk de laatste gekozen, zij het in een iets andere spellingwijze: "Tracker" werd "Trakker".
"A.T. Wheeler" werd vervangen door de naam "M.A.S.K." en de voorgestelde naam "The Chameleon" voor Trakkers sportwagen legde het af tegen de uiteindelijke naam "Thunderhawk".